# Regionalflughafen Helena

i8
i11
i13
Der Helena Regional Airport (IATA-Code: HLN, ICAO-Code: KHLN) ist ein öffentlicher Flughafen, 3 km nordöstlich von Page im Lewis and Clark County, Montana in den Vereinigten Staaten.

## Flughafendaten
Er hat drei Asphaltpisten: eine mit 2743 m Länge und 46 m Breite, eine mit 2743 m Länge und 23 m Breite sowie eine mit 911 m Länge und 23 m Breite. Die Fläche des Flughafens beträgt 495 ha. Die Seehöhe beträgt 1182 m.

## Geschichte
Der Flughafen wurde im Juli 1928 offiziell eingeweiht. National Parks Airways nahm 1928 den Dienst, mit der Route Salt Lake City – Great Falls, in Helena auf. Western Airlines übernahm 1937 National Park Airways. Western Airlines flog 1938 Great Falls – San Francisco. Im folgenden Jahr wurde die Route nach Los Angeles geändert.
Im Jahr 1943 erweiterte man die Route im Norden nach Cut Bank, Montana und weiter nach Lethbridge, (Alberta, Kanada)., ab 1950 weiter nach Edmonton (Kanada).
Ab 1960 flog Western nur noch von Salt Lake City nach Great Falls.
Northwest Airlines flog als eine der ersten Liniendienste, und zwar ab dem Jahr 1933 auf der Route Billings – Seattle. Im Jahr 1939 wurde diese Route nach Fargo, (North Dakota) verlängert,  später im selben Jahr nach Minneapolis, (Minnesota) und 1940 nach Internationaler Flughafen Great Falls, (Montana).
Im Jahr 1947 flog Northwest die Route Billings – Seattle mit Douglas DC-3 und Martin 2-0-2. Im Jahr 1950 wurde die Strecke von Billings nach Jamestown verlängert und mit Douglas DC-4 geflogen.
Ab 1963 flog man Minneapolis – Seattle mit Douglas DC-6B und Douglas DC-7C. Von 1965 bis 1968 waren (auch) Lockheed L-188 Electra im Einsatz.

### Linienbetrieb von 1975 bis 2005
- Northwest Airlines – Boeing 727-100, Boeing 727-200 – Butte (Montana), Bozeman (Montana), Helena (Montana), Missoula (Montana); Spokane (Washington). Western Airlines – 737-200 – Butte, Great Falls[17]

- Big Sky Airlines Cessna, Handley Page Jetstream – Billings, Butte, Missoula; Frontier Airlines (1950) – Boeing 737-200 – Billings, Missoula; Northwest Orient Airlines – Boeing 727-200  – Billings, Bozeman, Missoula, Spokane (Washington);  Western Airlines – Boeing 737-200 – Butte[18][19]

- Big Sky Airlines – Cessna, Swearingen Metroliner – Billings, Butte; Cascade Airways Beechcraft 1900 – Butte, Spokane;  Northwest Orient Airlines – Boeing 727-200  – Billings, Missoula; Western Airlines – Boeing 737-200 – Butte[20]

- Delta Air Lines – Boeing 737-200, 737-300 – Great Falls, Kalispell, Salt Lake City; Delta Connection (durchgeführt von SkyWest Airlines) – Embraer EMB-120 Brasilia, Fairchild Swearingen Metroliner – Billings, Boise, Butte, Idaho Falls, Missoula; Horizon Air – Fairchild Swearingen Metroliner – Billings, Butte, Great Falls, Missoula, Spokane[21][22]

- Delta Connection (durchgeführt von SkyWest Airlines) – Bombardier Challenger 600 Embraer EMB-120 Brasilia – Salt Lake City; Horizon Air – Fairchild Swearingen Metroliner – Billings, Butte, Great Falls, Missoula, Spokane[23]

- Big Sky Airlines – Fairchild Swearingen Metroliner – Billings, Kalispell, Missoula; Delta Air Lines – Boeing 737-300 – Great Falls, Kalispell, Salt Lake City; Horizon Air – Fokker F28 – Great Falls, Seattle/Tacoma[24]

- Big Sky Airlines – Fairchild Swearingen Metroliner – Billings, Great Falls, Kalispell, Missoula; Delta Air Lines – Boeing 737-200 – Great Falls, Kalispell, Salt Lake City; Delta Connection (durchgeführt von SkyWest Airlines) – Bombardier CRJ-200 – Salt Lake City; Horizon Air – de Havilland Dash 8-400 – Great Falls; Northwest Airlink (durchgeführt von Pinnacle Airlines) – Bombardier CRJ-200/Bombardier CRJ-440 – Minneapolis/Saint Paul[25]

### Nach 2010
Silver Airways startete im Mai 2012 eine kurzlebige Route nach Billings, die am 31. August desselben Jahres wieder endete. Alaska Airlines fliegt seit 2015 mit de Havilland Dash 8-400 nach Seattle. Delta Airlines verwendet auf ihren Flügen nach Salt Lake City seit 2015 Bombardier CRJ-700.
United Airlines startete Flüge nach Denver und betreibt diese bis heute (2023).
United Airlines bietet seit Mai 2020 Flüge nach Great Falls an, seit 2021 American Airlines zum Phoenix Sky Harbor International Airport.

## Flugbetrieb
Im Jahre 2022 wurden 82.191 Passagiere befördert. Im selben Jahr fanden 43.921 Flugbewegungen statt, davon 18.346 lokale Bewegungen, 14.052 Zwischenlandungen, 2.778 Air-Taxi-Flüge, 2.707 Frachtflüge und 6.038 militärische Flüge. In diesem Jahr waren hier 157 einmotorige und 27 zweimotorige Flugzeuge sowie 6 Jetflugzeuge und 22 Hubschrauber stationiert.
Die wichtigsten Fluggesellschaften für den Flughafen sind Alaska Airlines, Delta Air Lines und United Airlines.